# Hexarthrius vitalisi miyashitai
Hexarthrius vitalisi miyashitai es una subespecie de coleóptero de la familia Lucanidae.

## Distribución geográfica
Habita en Laos.